# Madre fantasma

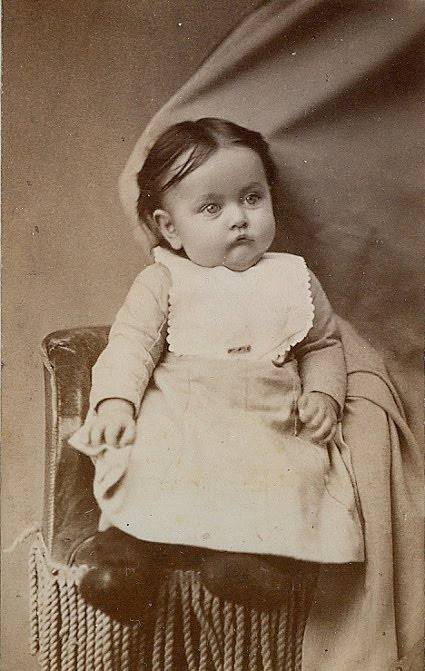
Foto de la época victoriana de un infante, el brazo de la madre está tapado por la tela.

Madres fantasma es un término que se usa para referirse al método que utilizaban los fotógrafos en los inicios de la fotografía para evitar el movimiento de los bebés y los niños pequeños en los retratos.

## Historia
Durante el siglo XIX y hasta la década de 1920, el hecho de hacerse una fotografía era una acción considerada como un ritual que servía para conmemorar nacimientos, casamientos, defunciones... Las cámaras de aquella época eran grandes infraestructuras soportadas por un trípode de madera que al pulsar el botón de obturación, tenían que esperar diversos minutos hasta conseguir la fotografía impresa. El tiempo de exposición podía llegar a ser muy largo y eso inquietaba a los más pequeños. Muchos fotógrafos notaron que cuando se trataba de hacer retratos a bebés o a niños pequeños, estos se movían mucho ya que no sabían estarse quietos delante de la cámara durante tanto tiempo y consecuentemente, las fotografías quedaban borrosas. 
Es por este motivo, que inventaron una manera para que los niños pudieran estar quietos delante de la cámara utilizando sus madres como mobiliario. La solución era situar a la madre bajo una tela o felpudo sentada en una silla y camuflarla como parte del decorado de la habitación, mientras su hijo restaba encima de ella. En otros casos, la madre escondida detrás de una silla sujetaba a su pequeño con las manos, mientras que en otros casos el niño estaba sentado encima de una figura que no se podía distinguir o simplemente quedaba encubierto el rostro del progenitor para que no se develara su identidad y toda la atención fuera para su hijo.
El contacto con la madre los tranquilizaba y permitía que esta pudiera sostener su hijo para que no se moviera durante el tiempo de exposición de la fotografía. Una vez tenían el retrato hecho, colocaban una lámina de cartón o plantilla ovalada sobre la fotografía para tapar la madre escondida detrás el fondo.
|  |
|  |

|  |
|  |

|  |
|  |

|  |
|  |

## Significado
Sin embargo, muchas de estas fotografías han estado desprendidas de sus plantillas y se han podido ver en numerosos casos los brazos y las piernas de la madres que sujetaban a sus hijos y no querían ser vistas, que han creado una gran excentricidad y que algunos han catalogado como personajes amenazadores o "fantasmas", de aquí su nombre popular. Otros, encontraban la situación hasta cómica teniendo en cuenta que no era intencionada. Por otro lado, algunos espectadores piensan que la presencia de la figura de la madre oculta en la fotografía era una parte esencial, ya que a causa de las altas tasas de mortalidad infantil de la época, el retrato infantil era casi de obligado cumplimiento, y por este motivo, la madre oculta era un indicio de que el niño estaba vivo.
En el 2013, la autora italiana Linda Fregni Nagler publicó un libro titulado "The hidden mother" donde hace un recopilatorio de hasta 1.002 fotografías diferentes provinientes de cartas de visita o daguerrotipos desde la invención de la fotografía hasta los años 20, las cuales eran retratos de bebés y niños pequeños con la presencia de madres fantasma.